# Lydda fusca
Lydda fusca är en insektsart som beskrevs av Van Stalle 1992. Lydda fusca ingår i släktet Lydda och familjen Derbidae. Inga underarter finns listade i Catalogue of Life.